# Gas ideale

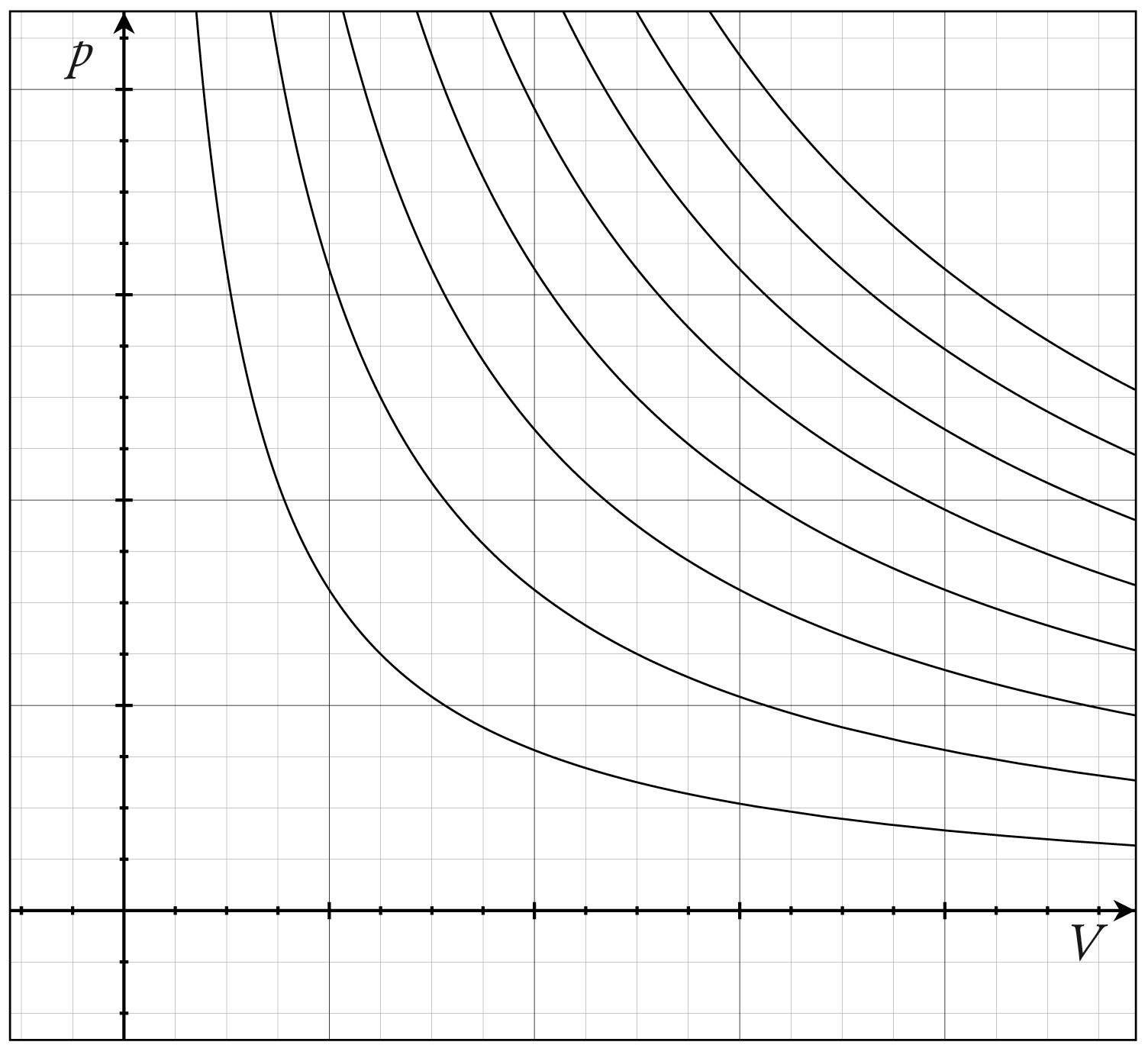
In un diagramma p-V (piano di Clapeyron), le isoterme di un gas ideale sono rappresentate da iperboli equilatere.

Un gas ideale, o gas perfetto, è un gas descritto dall'equazione di stato dei gas perfetti, e che quindi rispetta la legge di Boyle-Mariotte, la prima legge di Gay-Lussac o legge di Charles, e la seconda legge di Gay-Lussac, in tutte le condizioni di temperatura, densità e pressione. In questo modello le molecole del gas sono assunte puntiformi e non interagenti. I gas reali si comportano con buona approssimazione come gas perfetti quando la pressione è sufficientemente bassa e la temperatura sufficientemente alta.

## Proprietà di un gas ideale
Per gas ideale si intende un gas che possieda le seguenti proprietà:
- le molecole sono puntiformi e pertanto hanno un volume trascurabile;
- le molecole interagiscono tra loro e con le pareti del recipiente mediante urti perfettamente elastici (ovvero non vi è dispersione di energia cinetica durante gli urti);
- non esistono forze di interazione a distanza tra le molecole del gas: le molecole si dicono "non interagenti";
- le molecole del gas sono identiche tra loro e indistinguibili;
- il moto delle molecole è casuale e disordinato in ogni direzione, ma soggetto a leggi deterministiche.

In conseguenza di ciò:
- il gas non può essere liquefatto per sola compressione, ossia non subisce trasformazioni di stato;
- il calore specifico è funzione della temperatura;
- l'energia interna è data solamente dall'energia cinetica, non da quella potenziale; essa rimane costante e non viene dissipata.

In un gas ideale l'energia cinetica media delle molecole del gas è direttamente proporzionale alla temperatura:
{\displaystyle E_{c}={\frac {1}{2}}mv^{2}\propto T}
I gas reali vengono descritti dalla legge dei gas perfetti con buona approssimazione solo quando la pressione è sufficientemente bassa e la temperatura sufficientemente alta. 
In caso contrario è valida la legge dei gas reali.

## Energia interna
La variazione dell'energia interna è una funzione di stato, ossia ha la proprietà di dipendere solo dal suo stato iniziale e finale e non dal percorso compiuto. In generale l'energia interna è una funzione sia della temperatura che del volume, differenziando si ottiene quindi:
{\displaystyle dU=\left({\partial U \over \partial T}\right)dT+\left({\partial U \over \partial V}\right)dV}
Considerando i risultati matematici dell'esperienza di Joule per l'espansione libera di un gas perfetto:
{\displaystyle \left({\partial U \over \partial V}\right)=0}
{\displaystyle \left({\partial U \over \partial p}\right)=0}
e sostituendo nel differenziale precedentemente calcolato, si ottiene: 
{\displaystyle dU=\left({\partial U \over \partial T}\right)dT}
Ovvero per i gas perfetti l'energia interna è funzione solamente della temperatura.
Definendo come {\displaystyle C_{V}} la capacità termica a volume costante, allora per una trasformazione isocora dal primo principio della termodinamica si ha che:
{\displaystyle dU=\delta Q=\left({\partial Q \over \partial T}\right)dT=C_{v}dT}
dove {\displaystyle \delta Q} è il calore scambiato dal gas con l'ambiente durante la trasformazione. Assumendo che la capacità termica è costante con la temperatura, e usando la legge dei gas perfetti, allora il primo principio della termodinamica può essere riscritto per i gas ideali e per trasformazioni quasistatiche come
{\displaystyle \delta Q=C_{v}dT+nRT{\frac {dV}{V}}}
dove {\displaystyle R} è la costante universale dei gas e {\displaystyle n} è il numero di moli di gas.

## Entropia
Si consideri una trasformazione reversibile che porti {\displaystyle n} moli di gas perfetto da uno stato con pressione, volume e temperatura {\displaystyle (p_{A},\;V_{A},\;T_{A})} ad uno stato finale {\displaystyle (p_{B},\;V_{B},\;T_{B})}. La quantità infinitesima di calore scambiata nella trasformazione è data da:
{\displaystyle dQ=nc_{V}dT+nRT{\frac {dV}{V}}}
dove {\displaystyle c_{V}} è il calore specifico a volume costante.
Ricordando che la variazione di entropia è data da:
{\displaystyle S_{B}-S_{A}=\int _{A}^{B}\left({\frac {dQ}{T}}\right)_{rev}},
allora la variazione si entropia nel passaggio dallo stato iniziale {\displaystyle A} allo stato finale {\displaystyle B} è data da:
{\displaystyle S_{B}-S_{A}=\int _{A}^{B}nc_{V}{\frac {dT}{T}}\ +\int _{A}^{B}nR{\frac {dV}{V}}}.
Integrando si ottiene:
{\displaystyle S_{B}-S_{A}=nc_{V}\ln {\left({\frac {T_{B}}{T_{A}}}\right)}+nR\ln {\left({\frac {V_{B}}{V_{A}}}\right)}}.
Utilizzando l'equazione di stato dei gas perfetti e la relazione di Mayer, ed operando le opportune sostituzioni, è possibile riscrivere la relazione appena trovata anche in termini di pressione e di calore specifico a pressione costante:
{\displaystyle S_{B}-S_{A}=nc_{p}\ln {\left({\frac {T_{B}}{T_{A}}}\right)}-nR\ln {\left({\frac {p_{B}}{p_{A}}}\right)}}
{\displaystyle S_{B}-S_{A}=nc_{V}\ln {\left({\frac {p_{B}}{p_{A}}}\right)}+nc_{p}\ln {\left({\frac {V_{B}}{V_{A}}}\right)}}.
Si ricordi che in questi calcoli il calore specifico è stato assunto come costante della temperatura.

## Entalpia
Per il gas ideale anche l'entalpia è funzione solamente della temperatura:
{\displaystyle \ dH=C_{p}dT}
dove {\displaystyle C_{p}} è la capacità termica a pressione costante.
Dalla relazione di Mayer per un gas ideale:
{\displaystyle C_{p}=C_{v}+nR}
e considerando che:
{\displaystyle \ dU=C_{v}dT}
si evince che per un gas perfetto vale la relazione:
{\displaystyle \ dH=dU+nRdT}.